# Défilé de Donzère
Le défilé de Donzère est un site naturel situé en France, dans le sud du département de la Drôme, sur la commune de Donzère. Il est situé sur les bords du Rhône, et concerne, outre Donzère, les communes de Châteauneuf-du-Rhône (Drôme) en rive gauche, et Viviers (Ardèche) en rive droite.
Ce site est qualifié de défilé en raison de la pente prononcée des deux talus encadrant le fleuve, même si l'appellation géographique qualifie principalement l'escarpement abrupt de la rive gauche, dont la falaise atteint 40 à 110 m de hauteur.

## Description
Le défilé de Donzère n'est pas une gorge à proprement parler, au sens où seule l'une des rives, en l'occurrence la gauche, présente un relief en pente très marqué plongeant directement dans le fleuve. Le décrochement du relief en rive droite est en effet distant en moyenne de 1,3 km, séparé de la rive du cours d'eau par une plaine alluviale de 700 à 900 m de large environ. Cette différence est due à une érosion inégale.
C'est à l'entrée du secteur, en amont, que l'écartement entre les deux talus est ponctuellement resserré, environ 500 m, au niveau de l'île Saint-Nicolas, entre Viviers et Châteauneuf-du-Rhône.
Ultime point étroit de la moyenne vallée du Rhône, le défilé de Donzère est parfois présenté comme étant le point de passage le plus étroit du Rhône dans son cours français. Il est également identifié comme un point de limite septentrionale du climat méditerranéen dit franc et, comme par exemple, de la présence de certaines espèces de la flore méditerranéenne, notamment le chêne kermès.
Le rebord du plateau calcaire en rive gauche regorge de gouffres.
Le pont du Robinet, à la sortie du défilé, forme l'unique point de passage routier entre les deux rives. Au pied de la falaise en rive gauche, circulent la ligne de chemin de fer Paris-Marseille et un chemin carrossable.

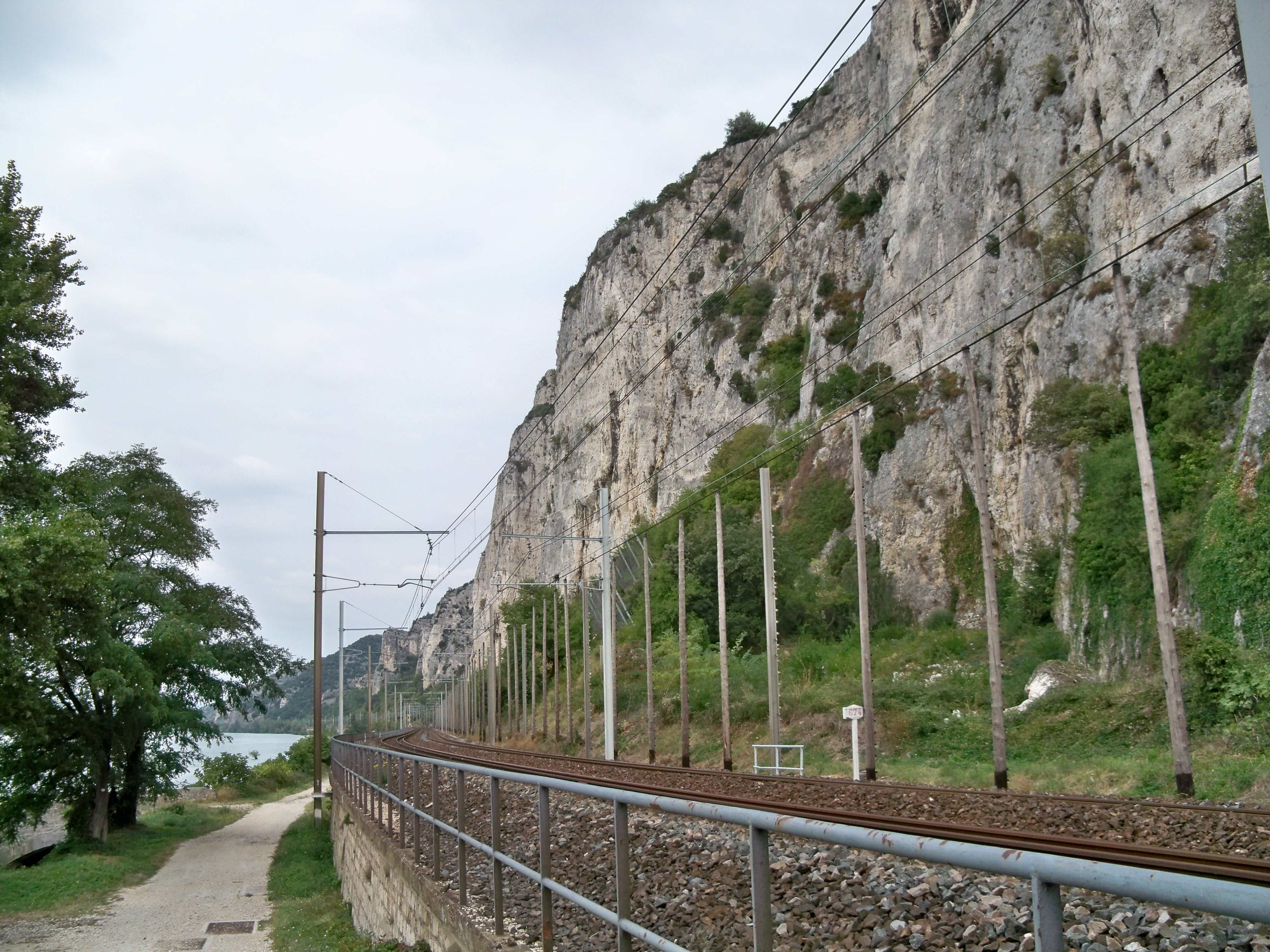
La voie ferrée au pied de la falaise.
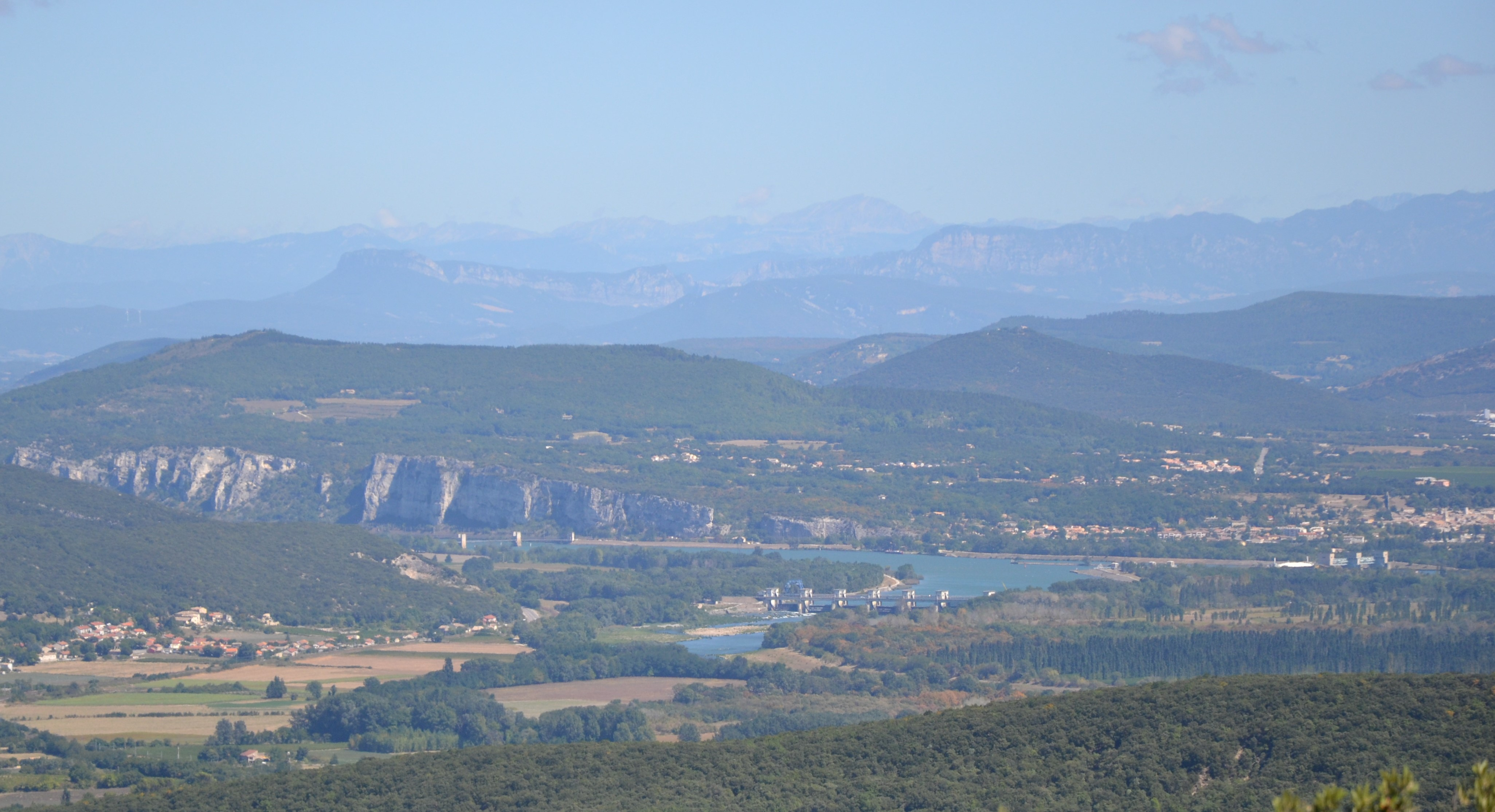
Le défilé vu depuis Bourg-Saint-Andéol.
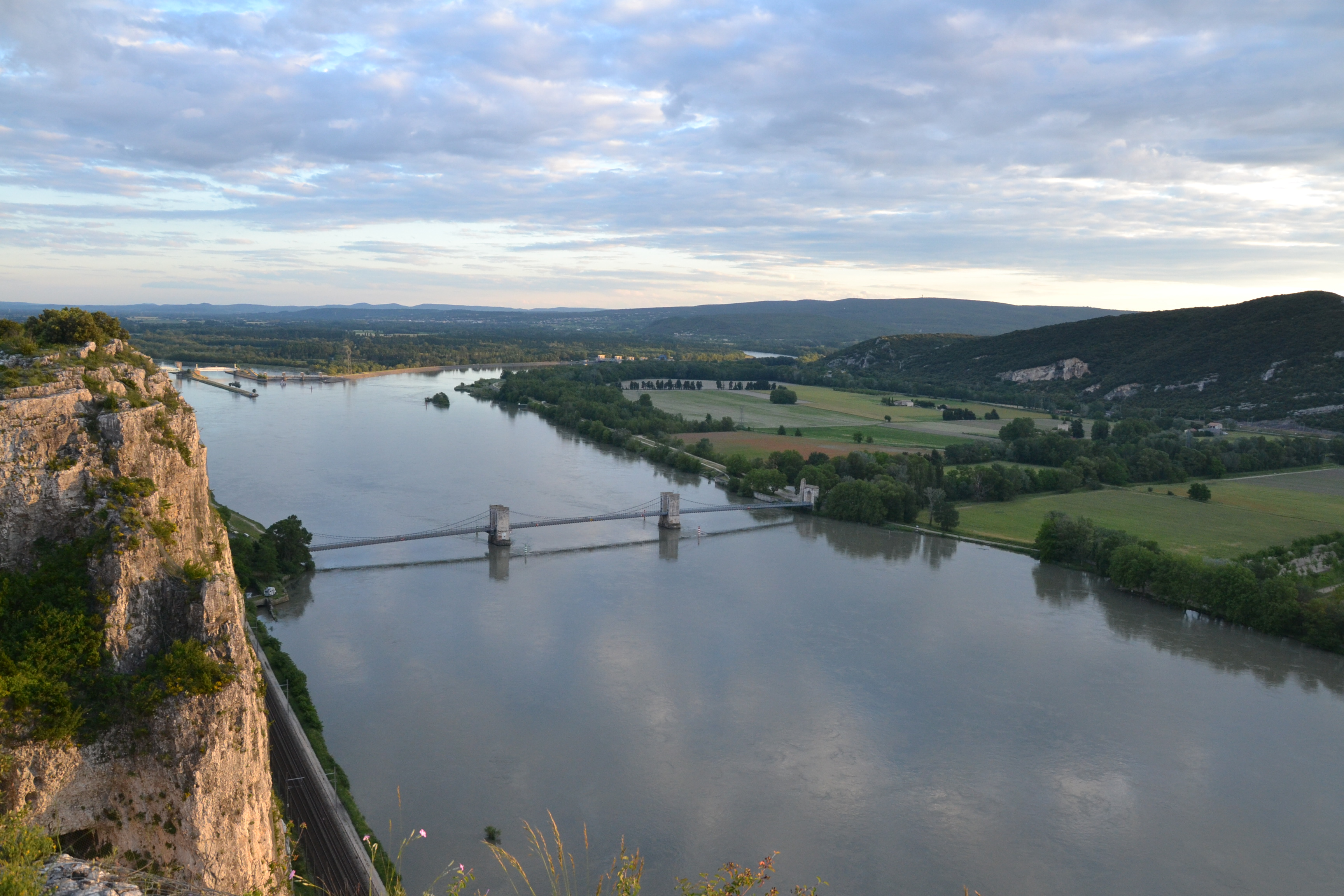
Vue vers l'aval : le pont du Robinet et le début du canal de Donzère-Mondragon.

## Histoire

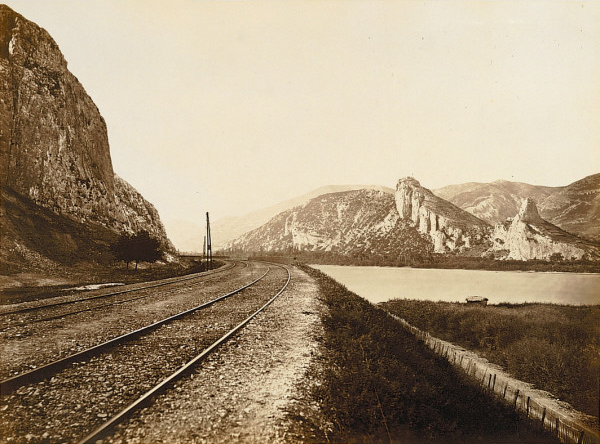
Le défilé photographié par Édouard Baldus en 1861.

Les grottes du site ont fait l'objet de fouilles ayant permis d'attester une occupation humaine remontant à l'âge du bronze.
Le 25 février 1944, un groupe de résistants Francs-tireurs et partisans du Nyonsais et des Baronnies attaque un train dans son passage dans le défilé, faisant dérailler un convoi de permissionnaires allemands.
Le défilé de Donzère fait l'objet d'une procédure de classement au titre des sites, au stade de l'étude en 2022, faisant suite à une première tentative avortée en 1983.

## Protection environnementale
La rive gauche du défilé de Donzère, sur une superficie de 262,27 ha, bénéficie d'un arrêté préfectoral de protection de biotope depuis le 4 avril 2007.